# Robertson (Familienname)
Robertson ist ein patronymisch gebildeter Familienname:

## Namensträger

### A
- Absalom Willis Robertson (1887–1971), US-amerikanischer Rechtsanwalt und Politiker
- Alan Robertson (Genetiker) (1920–1989), britischer Genetiker
- Alan Robertson (Schauspieler) (1923–2009), britischer Schauspieler
- Alan Robertson (Richter) (* 1950), australischer Richter
- Alan Robertson (Fußballspieler, 1952) (* 1952), schottischer Fußballspieler und -trainer
- Alan Robertson (Fußballspieler, 1994) (* 1994), südafrikanischer Fußballspieler
- Alexander Robertson (1896–1970), schottischer Chemiker
- Alice Mary Robertson (1854–1931), US-amerikanische Politikerin
- Allan Robertson (1815–1859), schottischer Golfspieler
- Alvin Robertson (* 1962), US-amerikanischer Basketballspieler
- Andrew Robertson (Ingenieur) (1883–1977), britischer Ingenieur
- Andrew Robertson (Schauspieler) (* 1941), britischer Schauspieler
- Andrew Robertson (Marathonläufer) (* 1957), britischer Marathonläufer
- Andrew Robertson (Sprinter) (* 1990), britischer Sprinter
- Andrew Robertson (* 1994), schottischer Fußballspieler
- Andrew N. Robertson (* 1974), britischer Schauspieler
- Angus Robertson (* 1969), schottischer Politiker (SNP)
- Angus Robertson (Tontechniker), australischer Tontechniker
- Anne Robertson, Ehename von Anne Gibson (* 1968), schottische Badmintonspielerin
- Anne Charlotte Robertson (1949–2012), US-amerikanische Filmregisseurin
- Archibald Robertson (Maler) (1765–1835), schottisch-amerikanischer Maler
- Archibald Robertson (Arzt) (1789–1864), schottischer Arzt, Großvater des Bischofs
- Archibald Robertson (Bischof) (1853–1931), Bischof von Exeter
- Archibald Thomas Robertson (1863–1934), US-amerikanischer Theologe
- Archibald Robertson (Atheist) (1886–1961), britischer Atheist, Sohn des Bischofs
- Archie Robertson (Gewerkschafter) (1886–1961), englischer Gewerkschafter
- Rev. A. E. Robertson (1870–1958), Schottischer Geistlicher
- Archie Robertson (Leichtathlet) (Arthur James Robertson; 1879–1957), britischer Langstreckenläufer
- Archie Robertson (Fußballspieler) (Archibald Clark Robertson; 1929–1978), schottischer Fußballspieler

### B
- Bailey Robertson, US-amerikanischer Basketballspieler
- Bengt Robertson (1935–2008), schwedischer Arzt
- Bill Robertson (Fußballspieler, 1923) (William Harold Robertson; 1923–2003), englischer Fußballtorhüter
- Bill Robertson (Fußballspieler, 1928) (William Gibb Robertson; 1928–1973), schottischer Fußballtorhüter
- Bill Robertson (Beamter), australischer Geheimdienstbeamter
- Bill Robertson (Fußballspieler, 1984) (* 1984), neuseeländischer Fußballspieler
- Bob Robertson (Eishockeyspieler) (Kenneth; * 1927), US-amerikanischer Eishockeyspieler
- Bob Robertson (1929–1989), italienischer Filmregisseur, siehe Sergio Leone
- Bob Robertson (Baseballspieler) (Robert Eugene Robertson; * 1946), US-amerikanischer Baseballspieler
- Brenda Robertson (1929–2020), kanadische Politikerin
- Brian Robertson, 1. Baron Robertson of Oakridge (1896–1974), britischer Militär
- Brian Robertson (Gitarrist) (* 1956), schottischer Musiker
- Britt Robertson (Brittany Robertson; * 1990), US-amerikanische Schauspielerin
- Bruce Robertson (Rugbyspieler) (1952–2023), neuseeländischer Rugby-Union-Spieler
- Bruce Robertson (Schwimmer) (* 1953), kanadischer Schwimmer
- Bruce Robertson (Ruderer) (* 1962), kanadischer Ruderer
- Byron Robertson (The Missing Link; 1939–2007), kanadischer Wrestler

### C
- Caroline Croom Robertson (1838–1892), englische College-Administratorin
- Caroline Y. Robertson-von Trotha (* 1951), schottische Soziologin
- Charles R. Robertson (1889–1951), US-amerikanischer Politiker
- Charles T. Robertson Jr. (* 1946), pensionierter General der US Air Force
- Charles MacLeod-Robertson (1870–1951), britischer Segler
- Charlie Robertson (Baseballspieler) (1896–1984), US-amerikanischer Baseballspieler
- Charlie Robertson (Rennfahrer) (* 1997), britischer Automobilrennfahrer
- Charlie Robertson (Tennisspieler) (* 2006), britischer Tennisspieler
- Charlotte Roberts (* 1957), britische Archäologin
- Chris Robertson (* 1965), australischer Squashspieler
- Christina Robertson (1796–1854), schottische Porträtmalerin
- Clark Robertson (* 1993), schottischer Fußballspieler
- Clifford E. Robertson (* 1950), US-amerikanischer Arrangeur, Musikproduzent und Musiker, siehe Barny Robertson
- Clifford Parker Robertson III (1923–2011), US-amerikanischer Schauspieler, siehe Cliff Robertson
- Clive Robertson (* 1965), britischer Schauspieler
- Colin Robertson (1783–1842), schottischer Fellhändler und Politiker
- Conrad Robertson (* 1957), neuseeländischer Ruderer
- Craig Robertson (Badminton) (* 1970), schottischer Badmintonspieler
- Craig Robertson (Footballspieler) (* 1988), US-amerikanischer American-Football-Spieler
- Creighton Leland Robertson (um 1944–2014), US-amerikanischer Geistlicher, Bischof von South Dakota

### D
- Dale Robertson (geb. Dayle Lymoine Robertson; 1923–2013), US-amerikanischer Schauspieler
- David Robertson (Golfspieler) (1869–1937), schottischer Golfspieler
- David Robertson (Radsportler) (1883–1963), britischer Radsportler
- David Robertson (Manager) (um 1943–2014), britischer Motorsportmanager
- David Robertson (Mediziner) (* 1947), US-amerikanischer Pharmakologe
- David Robertson (Dirigent) (* 1958), US-amerikanischer Dirigent
- David Robertson (Fußballspieler, 1968) (* 1968), schottischer Fußballspieler
- David Robertson (Baseballspieler) (* 1985), US-amerikanischer Baseballspieler
- David Robertson (Fußballspieler, 1986) (* 1986), schottischer Fußballspieler
- Denise Robertson (Moderatorin) (1932–2016), britische Schriftstellerin und Fernsehmoderatorin
- Denise Robertson, Geburtsname von Denise Boyd (* 1952), australische Leichtathletin
- Dennis Robertson (* 1956), schottischer Politiker
- Dennis Holme Robertson (1890–1963), britischer Ökonom
- Diana Forbes-Robertson (1915–1987), britische Autorin
- Dick Robertson (1903–1979), US-amerikanischer Bigband-Sänger und Songwriter
- Don Robertson (* 1987), schottischer Fußballschiedsrichter
- Donald Robertson (Marathonläufer) (1905–1949), britischer Marathonläufer
- Donald Robertson (Schiedsrichter) (* 1987), schottischer Fußballschiedsrichter
- Donald Struan Robertson (1885–1961), britischer Klassischer Philologe
- Douglas Argyll Robertson (1837–1909), schottischer Augenarzt
- Duncan Robertson (* 1947), neuseeländischer Rugby-Union-Spieler

### E
- Earl Robertson (Earl Cooper Robertson; 1910–1979), kanadischer Eishockeytorwart
- Eck Robertson (1887–1975), US-amerikanischer Musiker
- Edmund Robertson (* 1943), schottischer Mathematiker und Mathematikhistoriker
- Edward V. Robertson (1881–1963), US-amerikanischer Politiker
- Edward White Robertson (1823–1887), US-amerikanischer Politiker
- Edwin Robertson (1919–2022), neuseeländischer Geophysiker und Polarforscher
- Edwin H. Robertson (1912–2007), britischer Pfarrer
- Elizabeth Robertson (* 1957), britische Genetikerin und Entwicklungsbiologin
- Eric Robertson (* 1948), schottisch-kanadischer Komponist, Organist und Pianist
- Esmonde M. Robertson (1923–1986), britischer Historiker
- Euan Robertson (1948–1995), neuseeländischer Hindernisläufer

### F
- Finlay Robertson (* 2002), schottischer Fußballspieler
- Frank Robertson van Horn (1872–1933), US-amerikanischer Geologe und Hochschullehrer
- Frederick William Robertson (1816–1853), britischer Pfarrer

### G
- Gary Robertson (* 1950), neuseeländischer Ruderer
- Geoffrey Robertson (* 1946), australisch-britischer Anwalt
- Geordie Robertson (* 1960), kanadischer Eishockeyspieler
- George Robertson (Politiker, 1790) (1790–1874), US-amerikanischer Politiker (Kentucky)
- George Robertson (Fußballspieler, 1883) (1883–??), schottischer Fußballspieler
- George Robertson (Rennfahrer) (1884–1955), US-amerikanischer Autorennfahrer
- George Robertson (Fußballspieler, 1885) (1885–1962), schottischer Fußballspieler
- George Robertson (Schwimmer) (1900–1976), britischer Schwimmer
- George Robertson (Fußballspieler, 1905) (1905–??), englischer Fußballspieler
- George Robertson (Fußballspieler, 1915) (1915–2006), schottischer Fußballspieler
- George Robertson (Eishockeyspieler) (* 1928), kanadischer Eishockeyspieler
- George Robertson (Fußballspieler, 1930) (1930–2003), schottischer Fußballspieler
- George Robertson (* 1946), britischer Politiker
- George Robertson (Bobfahrer) (* 1958), britischer Bobfahrer
- George Croom Robertson (1842–1892), schottischer Philosoph
- George R. Robertson (1933–2023), kanadischer Schauspieler
- George Stuart Robertson (1872–1967), britischer Leichtathlet und Tennisspieler
- Gordon Robertson (1926–2019), kanadischer Eishockeyspieler
- Grant Robertson (* 1971), neuseeländischer Politiker
- Gregor Robertson (* 1965), kanadischer Politiker

### H
- Hamish Robertson (Leichtathlet) (* 1947), britischer Leichtathlet
- Hamish Robertson (Fotograf) (Hamish Stephen Robertson; * 1949), kanadischer Fotograf
- Hans Robertson (1883–1950), deutscher Fotograf
- Hartley Grant Robertson (1892–1985), kanadischer Klassischer Philologe
- Herb Robertson (1951–2024), US-amerikanischer Jazztrompeter
- Howard Robertson (Architekt) (1888–1963), englischer Architekt
- Howard P. Robertson (1903–1961), US-amerikanischer Mathematiker und Physiker
- Hugh A. Robertson (1932–1988), US-amerikanischer Filmeditor

### I
- Ian Robertson (Rugbyspieler, 1887) (Ian Peter Macintosh Robertson; 1887–1949), schottischer Rugby-Union-Spieler
- Ian Robertson (Fotograf) (1927–2014), australischer Soldat und Fotograf
- Ian Robertson (Studentenfunktionär) (Ian Alexander Robertson; * 1944), südafrikanischer Studentenfunktionär
- Ian Robertson (Rugbyspieler, 1945) (* 1945), schottischer Rugby-Union-Spieler und Kommentator
- Ian Robertson (Rugbyspieler, 1950) (Ian William Robertson; 1950–2015), südafrikanischer Rugby-Union-Spieler
- Ian Robertson (Rugbyspieler, 1951) (* 1951), australischer Rugby-Union-Spieler
- Ian Robertson (Manager) (* 1958), britischer Industriemanager
- Ian Robertson (Dartspieler), englischer Dartspieler
- Ian H. Robertson (* 1951), britischer Psychologe
- Imogene Robertson (1905–1948), US-amerikanische Tänzerin und Schauspielerin
- Irvine Robertson (1882–1956), kanadischer Ruderer

### J
- Jacky Robertson (1877–1935), schottischer Fußballspieler und -trainer
- Jake Robertson (* 1989), neuseeländischer Langstreckenläufer
- James Robertson, Baron Robertson (1845–1909), schottisch-britischer Politiker
- James Robertson (Offizier) (1717–1788), schottischer Offizier und Kolonialgouverneur
- James Robertson (Siedler) (1742–1814), US-amerikanischer Siedler und Farmer
- James Robertson (Fotograf) (1813–1888), britischer Fotograf
- James Robertson (Psychoanalytiker) (1911–1988), schottischer Psychoanalytiker und Sozialarbeiter
- James Robertson (Astronom) (* 1867), US-amerikanischer Astronom; s. a. Zodiacal Catalogue
- James Robertson (Autor) (1928–2023), britischer politischer Aktivist und Autor
- James Robertson (Richter) (* 1938), US-amerikanischer Richter
- James Robertson (Schriftsteller) (* 1958), schottischer Schriftsteller
- James Robertson (Politiker) (* 1966), jamaikanischer Politiker (JLP)
- James Robertson Justice (1907–1975), britischer Schauspieler und Ornithologe
- James B. A. Robertson (1871–1938), US-amerikanischer Politiker
- James Burton Robertson (1800–1877), britischer Historiker und Publizist
- James Wilson Robertson (1899–1983), britischer Kolonialgeneralgouverneur
- Jason Robertson (* 1999), US-amerikanischer Eishockeyspieler
- Jeannie Robertson (1908–1975), schottische Sängerin
- Jennifer Robertson (* 1971), kanadische Filmschauspielerin und Drehbuchautorin
- Jim Robertson (Offizier) (1910–2004), britischer Generalmajor
- Jimmy Robertson (* 1986), englischer Snookerspieler
- John Robertson (Politiker, 1787) (1787–1873), US-amerikanischer Politiker (Virginia)
- John Robertson (Politiker, 1799) (1799–1876), kanadischer Politiker, Senator
- John Robertson (Politiker, 1816) (1816–1891), australischer Politiker
- John Robertson (Fußballspieler, 1883) (1883–1937), schottischer Fußballspieler
- John Robertson (Segler, 1929) (1929–2020), kanadischer Segler
- John Robertson (Leichtathlet), britischer Sprinter
- John Robertson (Politiker, 1952) (* 1952), schottischer Politiker
- John Robertson (Fußballspieler, 1953) (* 1953), schottischer Fußballspieler
- John Robertson (Fußballspieler, 1964) (* 1964), schottischer Fußballspieler und -trainer
- John Robertson (Fußballspieler, 1974) (* 1974), englischer Fußballspieler
- John Robertson (Fußballspieler, 1976) (* 1976), schottischer Fußballspieler
- John Robertson (Segler, 1972) (* 1972), britischer Segler
- John Robertson (Snookerspieler), englischer Snookerspieler
- John Forbes-Robertson (1928–2008), britischer Schauspieler
- John Home Robertson (* 1948), schottischer Politiker
- John James Robertson Croes (1834–1906), US-amerikanischer Bauingenieur
- John M. Robertson (John Mackinnon Robertson; 1856–1933), britischer Bürgerrechtler und Politiker
- John Monteath Robertson (1900–1989), schottischer Chemiker
- John P. Robertson (1913–1998), US-amerikanischer Sprachlehrer, Diplomat und Unternehmensberater
- John Ross Robertson (1841–1918), kanadischer Verleger, Philanthrop, Politiker und Eishockeyfunktionär
- John S. Robertson (1878–1964), US-amerikanischer Filmregisseur
- John Tait Robertson (1877–1935), schottischer Fußballspieler und -trainer
- Johnston Forbes-Robertson (1853–1937), britischer Schauspieler
- Joseph Clinton Robertson (1787–1852), schottischer Jurist und Zeitschriftenherausgeber
- Joyce Robertson († 2013), britische Verhaltensforscherin
- Julian Robertson (* 1969), englischer Badmintonspieler

### K
- Kaine Robertson (* 1980), neuseeländisch-italienischer Rugby-Union-Spieler
- Kathleen Robertson (* 1973), kanadische Schauspielerin
- Kay Robertson (* 1947), US-amerikanische Reality-TV-Darstellerin
- Keith Robertson (* 1954), schottischer Rugby-Union-Spieler
- Kevin Robertson (Eiskunstläufer), kanadischer Eiskunstläufer
- Kevin Robertson (Wasserballspieler) (* 1959), US-amerikanischer Wasserballspiele
- Kevin Robertson (Bischof) (* 1971), kanadischer Geistlicher, Bischof der Anglikanischen Kirche
- Kim Robertson (Leichtathletin) (* 1957), neuseeländische Sprinterin
- Kim Robertson (Musikerin), US-amerikanische Harfenistin
- Kimmy Robertson (* 1954), US-amerikanische Schauspielerin

### L
- Lawson Robertson (1883–1951), US-amerikanischer Leichtathlet und Trainer
- Leonard Robertson (* 1950), britischer Ruderer
- Leroy Robertson (1896–1971), US-amerikanischer Komponist
- Leslie E. Robertson (1928–2021), US-amerikanischer Bauingenieur
- Lester Robertson (um 1925–1992), US-amerikanischer Jazzmusiker
- Lindsay Robertson (* 1958), britischer Marathonläufer
- Lisa Robertson (Dichterin) (* 1961), kanadische Dichterin
- Lisa Robertson (Ruderin) (* 1961), kanadische Ruderin
- Lisa Robertson (Fußballspielerin) (* 1992), schottische Fußballspielerin

### M
- Margaret Robertson (* um 1910), kanadische Badmintonspielerin
- Marie Robertson (* 1977), schwedische Schauspielerin
- Martin Robertson (1911–2004), britischer Klassischer Archäologe
- Max Robertson (* 1963), britischer Leichtathlet
- Merle Greene Robertson (1913–2011), US-amerikanische Künstlerin, Kunsthistorikerin und Archäologin
- Michael Robertson (Regisseur), australischer Filmregisseur, Produzent und Schauspieler
- Michael Robertson (Tennisspieler) (* 1963), südafrikanischer Tennisspieler
- Michael Robertson (Unternehmer) (* 1967), US-amerikanischer Unternehmer
- Michael Robertson (Freestyle-Skier) (* 1982), australischer Freestyle-Skier
- Michael Robertson (Rugbyspieler) (* 1983), australischer Rugby-League-Spieler
- Michael Robertson (Diskuswerfer) (* 1983), US-amerikanischer Diskuswerfer
- Michael Robertson (Sprinter) (* 1989), kanadischer Sprinter
- Mike Robertson (* 1985), kanadischer Snowboarder
- Monroe Robertson (* 1984), britischer Schauspieler, Filmeditor und Kameramann
- Morgan Robertson (1861–1915), US-amerikanischer Autor
- Muriel Robertson (1883–1973), schottische Bakteriologin und Protozoologin
- Myrtle Robertson, 11. Baroness Wharton (1934–2000), britische Politikerin

### N
- Nan C. Robertson (1926–2009), US-amerikanische Journalistin
- Nate Robertson (* 1977), US-amerikanischer Baseballspieler
- Nathan Robertson (* 1977), britischer Badmintonspieler
- Neil Robertson (Mathematiker) (* 1938), US-amerikanischer Mathematiker
- Neil Robertson (Snookerspieler) (* 1982), australischer Snookerspieler
- Nicholas Robertson (* 2001), US-amerikanischer Eishockeyspieler

### O
- Olivia Robertson (um 1917–2013), britische Geistliche und Autorin
- Oscar Robertson (* 1938), US-amerikanischer Basketballspieler

### P
- Pat Robertson (1930–2023), US-amerikanischer Prediger
- Patricia Robertson (1963–2001), US-amerikanische Ärztin und Raumfahrtanwärterin der NASA
- Paul Robertson (* 1956), US-amerikanischer Schriftsteller
- Pauline Robertson-Stott (Pauline Judith Robertson-Stott; * 1968), britische Hockeyspielerin
- Peggy Robertson (1916–1998), britische Assistentin von Alfred Hitchcock
- Peter Robertson (Fußballspieler, 1875) (1875–1929), schottischer Fußballspieler
- Peter Robertson (Fußballspieler, 1891) (1891–??), schottischer Fußballspieler
- Peter Robertson (Fußballspieler, 1908) (1908–1964), schottischer Fußballspieler
- Peter Robertson (Triathlet) (* 1976), australischer Triathlet
- Phil Robertson (1946–2025), US-amerikanischer Jäger
- Prudence Robertson, US-amerikanische Moderatorin

### Q
- Quantez Robertson (* 1984), US-amerikanischer Basketballspieler

### R
- R. G. Hamish Robertson (* 1943), kanadischer Physiker
- Raymond Robertson (* 1959), schottischer Politiker
- Reece Robertson,  britischer Musiker
- Rhona Robertson (* 1970), neuseeländische Badmintonspielerin
- Ritchie Robertson (* 1952), britischer Literaturwissenschaftler und Germanist
- Robbie Robertson (Jaime Royal Robertson; 1943–2023), kanadischer Rockmusiker
- Robbie Robertson (Spezialeffektkünstler) (1931–2019), Visual-Effects-Spezialist und Drehbuchautor
- Robert Robertson (Mediziner)  (1742–1829), britischer Mediziner
- Robert Robertson (Chemiker) (1869–1949), schottischer Chemiker
- Robert Robertson (Fußballspieler), schottischer Fußballspieler
- Robert Robertson (Biologe) (1934–2018), britischer Biologe
- Robert Gordon Robertson (1917–2013), kanadischer Politiker
- Robert Henderson Robertson (1849–1919), US-amerikanischer Architekt
- Robin Robertson (* 1955), britischer Schriftsteller
- Roland Robertson (1938–2022), britischer Soziologe und Hochschullehrer
- Ron Robertson-Swann (* 1941), australischer Bildhauer
- Ronald Robertson (1937–2000), US-amerikanischer Eiskunstläufer
- Roy Robertson-Harris (* 1993), US-amerikanischer American-Football-Spieler
- Ruth Robertson (Fotojournalistin) (Ruth Agnes McCall Robertson; 1905–1998), US-amerikanische Fotojournalistin
- Ruth Robertson (Badminton) (um 1910–nach 1936), kanadische Badmintonspielerin
- Rutherford Ness Robertson (1913–2001), australischer Botaniker

### S
- Samuel Matthews Robertson (1852–1911), US-amerikanischer Politiker
- Sarah Robertson (Malerin) (1891–1948), kanadische Malerin
- Sarah Robertson (Hockeyspielerin) (* 1993), britische Hockeyspielerin
- Scott Robertson (Rugbyspieler) (* 1974), neuseeländischer Rugbyspieler
- Scott Robertson (Fußballspieler, 1985) (* 1985), schottischer Fußballspieler
- Scott Robertson (Fußballspieler, 1987) (* 1987), schottischer Fußballspieler
- Scott Robertson (Wasserspringer) (* 1987), australischer Wasserspringer
- Scott Robertson (Fußballspieler, 2001) (* 2001), schottischer Fußballspieler
- Scott Robertson (Dartspieler), schottischer Dartspieler
- Scotty Robertson (1930–2011), US-amerikanischer Basketballtrainer
- Sherman Robertson (* 1948), US-amerikanischer Gitarrist
- Shirley Robertson (* 1968), britische Seglerin
- Sidney Robertson Cowell (1903–1995), US-amerikanische Ethnografin und Anthropologin
- Sonia Robertson (* 1947), simbabwische Hockeyspielerin
- Steve Robertson (Komiker) (um 1933–2011), britischer Komiker und Schauspieler
- Steve Robertson (Manager) (* 1964), britischer Automobilrennfahrer und Motorsportmanager
- Steve Robertson (Kameramann), Kameramann
- Steve Robertson (Regisseur), Regisseur
- Steven Robertson (* 1980), schottischer Schauspieler
- Stuart Robertson (Schauspieler) (1901–1958), britischer Schauspieler
- Stuart Robertson (Spezialeffektkünstler) (* 1943), US-amerikanischer Spezialeffektkünstler
- Stuart Robertson (Gärtner) (1944–2009), britisch-kanadischer Gärtner und Publizist
- Stuart Robertson (Fußballspieler) (* 1959), schottischer Fußballspieler
- Suze Robertson (1855–1922), niederländische Malerin

### T
- Texas Jim Robertson (1909–1966), US-amerikanischer Sänger
- Thomas Robertson (Seefahrer) (1855–1918), britischer Seefahrer und Polarforscher
- Thomas Robertson-Aikman (1860–1948), britischer Offizier und Curler
- Thomas A. Robertson (1848–1892), US-amerikanischer Politiker
- Thomas B. Robertson (1775–1828), US-amerikanischer Politiker
- Thomas J. Robertson (1823–1897), US-amerikanischer Politiker
- Thomas Morgan Robertson, eigentlicher Name von Thomas Dolby (* 1958), britischer Musiker, Musikproduzent und Komponist
- Thomas William Robertson (1829–1871), britischer Dramatiker
- Toby Robertson (1928–2012), britischer Theaterregisseur
- Tom Robertson (Fußballspieler, 1863) (1863–1924), schottischer Fußballspieler
- Tom Robertson (Fußballspieler, 1877) (1877–1923), schottischer Fußballspieler
- Tom Robertson (Fußballspieler, 1908) (1908–1962), schottischer Fußballspieler
- Tom Robertson (Rugbyspieler) (* 1994), australischer Rugby-Union-Spieler
- Tommy Robertson (1876–1941), schottischer Fußballspieler
- Torrie Robertson (* 1961), kanadischer Eishockeyspieler
- Tracey Robertson, australische Produzentin und Drehbuchautorin

### W
- W. A. Robertson (William Allen Robertson; 1837–1889), US-amerikanischer Politiker
- W. Graham Robertson (1866–1948), britischer Maler, Illustrator, Kostümbildner und Schriftsteller
- Walter Robertson (um 1750–1801/02), irisch-amerikanisch-indischer Miniaturmaler
- Walter M. Robertson (1888–1954), US-amerikanischer General
- Willard Robertson (1886–1948), US-amerikanischer Schauspieler und Autor
- William Robertson (Historiker) (1721–1793), schottischer Historiker
- William Robertson (Architekt, 1770), irischer Architekt
- William Robertson (Architekt, 1786) (1786–1841), schottischer Architekt
- William Robertson (Schiffsausrüster) (1842–1898), deutscher Unternehmer
- William Robertson, 1. Baronet (1860–1933), britischer Feldmarschall
- William Robertson (Fußballspieler, 1866) (1866–1926), schottischer Fußballspieler
- William Robertson (Fußballspieler, 1874) (1874–??), schottischer Fußballspieler
- William Robertson, 2. Baron Robertson of Oakridge (1930–2009), britischer Politiker
- William Robertson (Fußballspieler, 1936) (* 1936), schottischer Fußballspieler
- William Robertson (Drehbuchautor), Drehbuchautor
- William Robertson (Tennisspieler), US-amerikanischer Tennisspieler
- William Charles Fleming Robertson (1867–1937), britischer Kolonialgouverneur
- William H. Robertson (1823–1898), US-amerikanischer Politiker
- Wishart McLea Robertson (1891–1967), kanadischer Politiker
- Wyndham Robertson (1803–1888), US-amerikanischer Politiker

### Z
- Zane Robertson (* 1989), neuseeländischer Langstreckenläufer
- Zue Robertson (1891–1943), US-amerikanischer Jazzmusiker

### Vorname
- Robertson Davies (1913–1995), US-amerikanischer Schriftsteller